# Cunife
Le Cunife est un alliage de cuivre (Cu), nickel (Ni) et fer (Fe), dont les proportions en masse sont : 60 % Cu - 20 % Ni - 20 % Fe. Le nom Cunife est (ou était) une marque déposée. Cet alliage a le même coefficient de dilatation que certains verres, cela en fait la matière idéale pour réaliser les sorties électriques des ampoules électriques et des tubes électroniques.
Le Fernico possède des propriétés similaires.
Par ailleurs, le Cunife est un alliage ferromagnétique dont la coercivité est comparable à l'Alnico 2, qui présente l'avantage de se prêter a l'usinage, propriété assez rare dans cette famille. Il permet la réalisation d'aimant aux formes complexes et précises. Par exemple, il a été utilisé comme plots réglables (en forme de vis) pour la réalisation de micros magnétiques pour guitare, en remplacement de l'Alnico pour le micro Wide Range de Fender (qui a assez rapidement renoncé en raison de difficultés d'approvisionnement et de son coût).